# Serre-fils

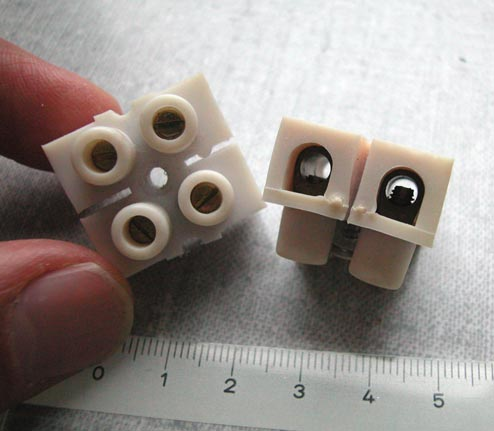
Un serre-fils.

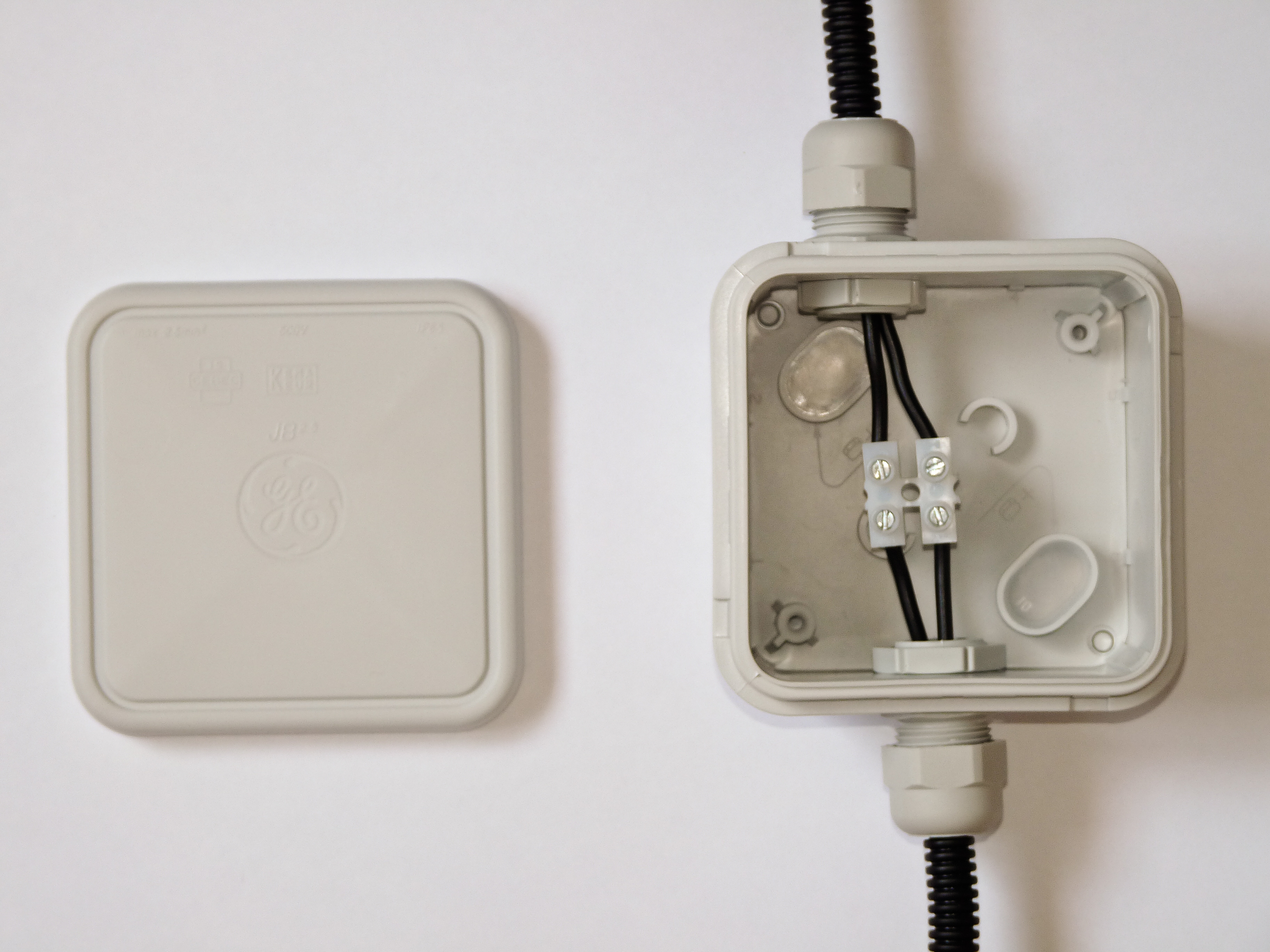
Un serre-fils dans une boîte de jonction.

Un serre-fils, aussi appelé domino électrique (m) ou sucre (lorsqu'il est en porcelaine ou en plastique), sert à connecter deux (ou plusieurs) fils électriques.

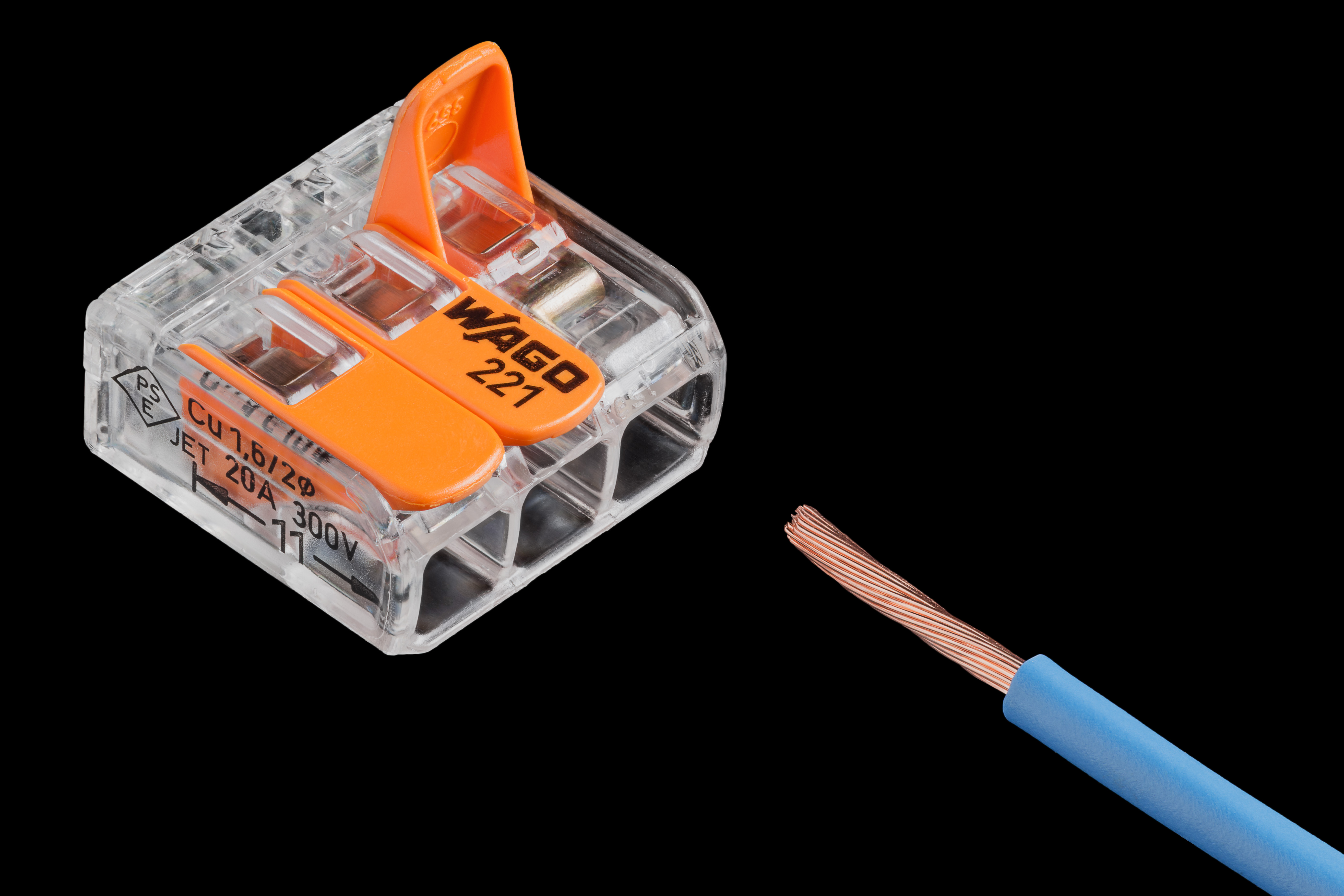
Un serre-fils sans vis.